# Rajabhat-Universität Kanchanaburi
Die Rajabhat-Universität Kanchanaburi (thailändisch มหาวิทยาลัยราชภัฏกาญจนบุรี, Kanchanaburi Rajabhat University, KRU) ist eine öffentliche Universität im Rajabhat-System von Thailand. Das Universitätsgelände liegt bei Kanchanaburi, im Westen von Bangkok.

## Geschichte
Die Universität Rajabhat Kanchanaburi wurde 1973 als Lehrerkolleg ins Leben gerufen. In den 1990er Jahren kamen weitere Ausbildungsprogramme hinzu, und der Name der Einrichtung änderte sich in Rajabhat-Institut Kanchanaburi. Gemäß einem königlichen Erlass wurde das Institut später zu einer Universität erhoben.

## Lage

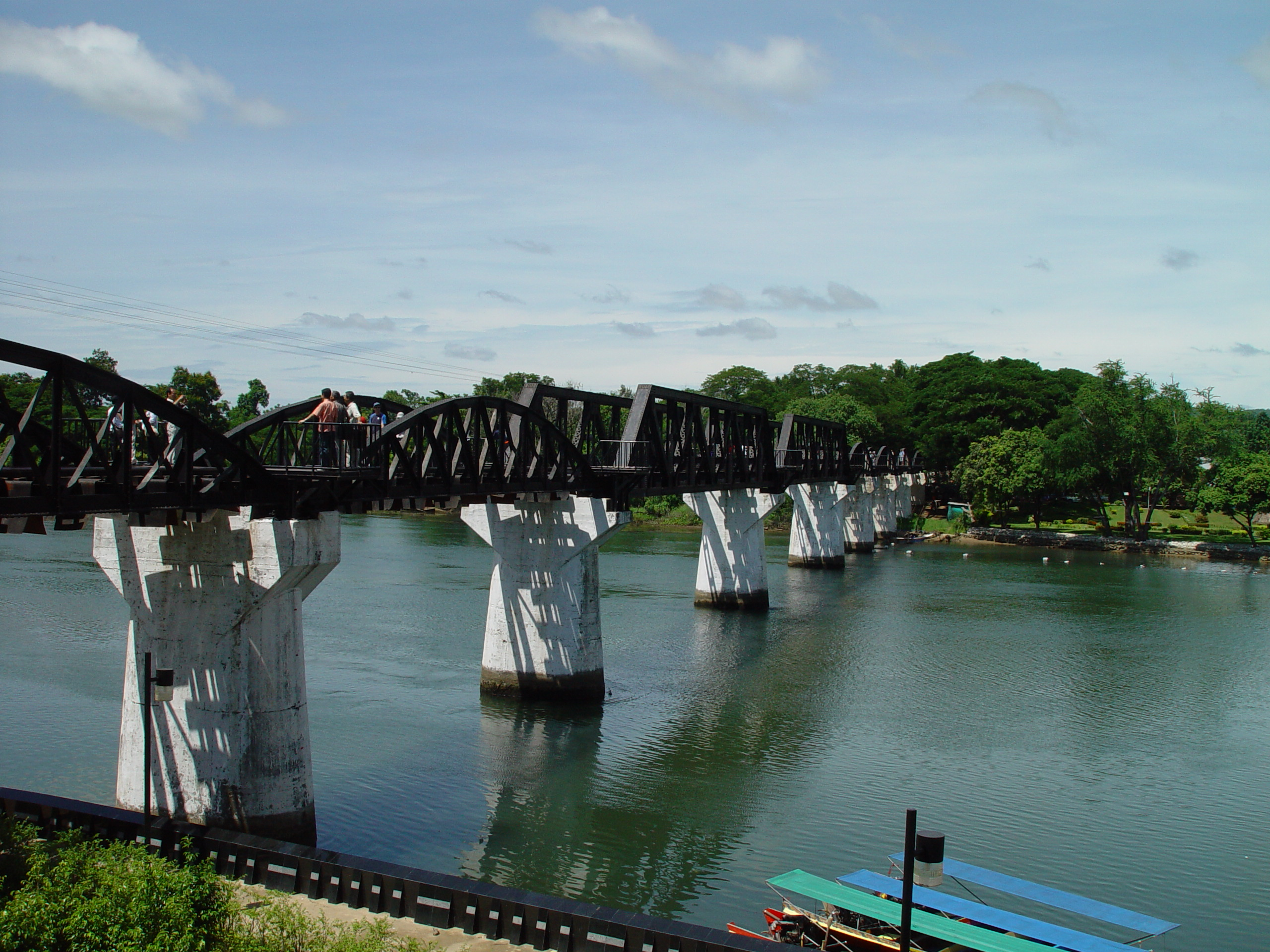
Brücke über den Kwai

Die Universität Rajabhat Kanchanaburi liegt in der Nähe der weltberühmten Brücke über den Kwai.

## Akademische Gliederung
Die Universität Rajabhat Kanchanaburi hat fünf Fakultäten:
- Fakultät für Pädagogik, gleichzeitig die älteste Fakultät der Universität
- Fakultät für Naturwissenschaften und Technologie
- Fakultät für Sozialwissenschaft und Geisteswissenschaft
- Fakultät für Management-Technologie
- Fakultät für Produktionstechnik, gleichzeitig die jüngste Fakultät der Universität und gedacht als Ausbildungsplatz für angewandte Wissenschaften